# Цорнединг
Цорнединг (њем. Zorneding) општина је у њемачкој савезној држави Баварска. Једно је од 21 општинског средишта округа Еберсберг. Према процјени из 2010. у општини је живјело 8.855 становника. Посједује регионалну шифру (AGS) 9175139.

## Географски и демографски подаци
Цорнединг се налази у савезној држави Баварска у округу Еберсберг. Општина се налази на надморској висини од 555 метара. Површина општине износи 23,8 km². У самом мјесту је, према процјени из 2010. године, живјело 8.855 становника. Просјечна густина становништва износи 373 становника/km².